# Edmund Sykes
Pour les articles homonymes, voir Sykes.
Edmund Sykes, né à une date inconnue à Leeds et mort près de York le 23 mars 1587 est un prêtre catholique anglais arrêté et exécuté sous le règne d'Elizabeth Ire.

## Biographie
Edmund Sykes est probablement né dans une famille passée à l'anglicanisme. Les circonstances de sa conversion au catholicisme nous sont inconnues. Ayant la vocation de prêtre il se rend sur le continent afin d'intégrer le Collège anglais de Douai et est ordonné prêtre catholique le 21 février 1581. Quelques mois après son ordination il revient en Angleterre et concentre son ministère dans le Yorkshire. Pendant 3 ans il se fait prêtre itinérant. Rattrapé par la maladie il est obligé de se cacher chez un particulier pour se soigner, celui-ci finit par le dénoncer aux autorités. Pendant 6 mois il est gardé en prison. Les autorités cherchent à le convaincre d'apostasier et de rejoindre l'Église d'Angleterre. Il refuse. Il est alors condamné à l'exil. Le 23 août 1585, il est transféré au château de Hull et, en une semaine après envoyé sur le continent. 
Il se rend alors à Rome et rejoint le collège anglais de la ville. Son désir néanmoins est de retourner en Angleterre. En juin 1586 il est de retour chez lui. Il se cache cette fois-ci dans sa famille. Une fois encore il est dénoncé aux autorités. Ce sera son propre frère qui le fera. Il est enfermé au Château de York. Le juge ne se montre plus clément. Il est condamné à mort et subit la peine réservée aux traîtres à savoir pendaison, éviscération et écartèlement.

## Vénération
Déclaré bienheureux par Jean-Paul II en 1987, il est l'un des quatre-vingt-cinq martyrs d'Angleterre et de Galles fêtés le 23 mars. Son nom figure aussi dans la liste des martyrs de Douai.